# 桜川ぴん助
桜川 ぴん助（さくらがわ ぴんすけ、旧字体表記：櫻川 ぴん助）は、江戸芸のかっぽれおよび幇間の名跡。当代は2代目。
- 初代 桜川 ぴん助 - 桜川ぴん助・美代鶴参照。
- 2代目 桜川 ぴん助 - 本項で詳述。初代の娘。

2代目桜川 ぴん助（さくらがわ ぴんすけ、1948年 - ）は日本の舞踊家。本名：長田 芳子（おさだ よしこ）。「江戸芸かっぽれ豊年斎5代目家元」を名乗る。亭号の表記については、公式サイト等では旧字体の「櫻川」を用いている。

## 略歴
東京都四谷生まれ。幼少から両親の桜川ぴん助・美代鶴の元で修行。1981年に櫻川梅寿で名取り。1985年に2代目櫻川ぴん助を襲名。長唄で杵屋佐芳寿の名も持つ。
「櫻川ぴん助社中」として神社奉納の他、海外公演を行っている。2002年に東京都ヘブンアーティストライセンス取得。

## 著書
- かっぽれに惚れた（朝日ソノラマ、1999年）[1]